# Triplophysa longipectoralis
Triplophysa longipectoralis är en fiskart som beskrevs av Zheng, Du, Chen och Yang 2009. Triplophysa longipectoralis ingår i släktet Triplophysa och familjen grönlingsfiskar. Inga underarter finns listade i Catalogue of Life.